# Пушкинский сад
Сквер им. А. С. Пушкина «Пушкинский сад» — сад в Ленинском районе г. Смоленск.

## Месторасположение
«Пушкинский сад» разбит в исторической части города Смоленск на ул. Дзержинского между бассейном «Днепр» и танцзалом «Молодость».

## Достопримечательности
Особенностью сквера является расположенный по центру сада фонтан и бюст А. С. Пушкина из бронзы и гранита (скульптор Е. Ф. Белашова, архитекторы В. Трубаев, Г. Соосар), воздвигнутый 30 мая 1976 г. У крепостной стены в сквере проходит водоём, заканчивающийся в восточной части каскадами из трёх бассейнов. Вдоль водоёма проложена парковая аллея.
Здесь же в сквере расположена большая четырёхугольная Копытенская башня, сохранившаяся в первоначальном виде. Башня имеет боковые ворота, через которые в древности ранним утром на пастбище выгоняли домашний скот, стучащий своими копытами по мостовой. Так как ворота не предназначались для торжественных въездов и выездов, то во времена Екатерины II они были заделаны. Украшением башни служат круглые сквозные и имитируемые бойницы. На башне установлена смотровая вышка. В 1902 году в башне размещался губернский архив.